# Дзыза, Григорий Антонович
Григорий (Георгий) Антонович Дзы́за (август 1893, Поповка — 25 марта 1938) — советский военный деятель, дивинтендант, помощник Командующего войсками Особой Краснознамённой Дальневосточной армии по материальному обеспечению (июль 1932 — июнь 1937).
По подозрению в принадлежности к антисоветской организации арестован 3 июня 1937 года. Приговорен к расстрелу Военной коллегией Верховного суда СССР 25 марта 1938 года. Посмертно реабилитирован определением Военной коллегии Верхового суда СССР от 6 июля 1957 года.

## Биография

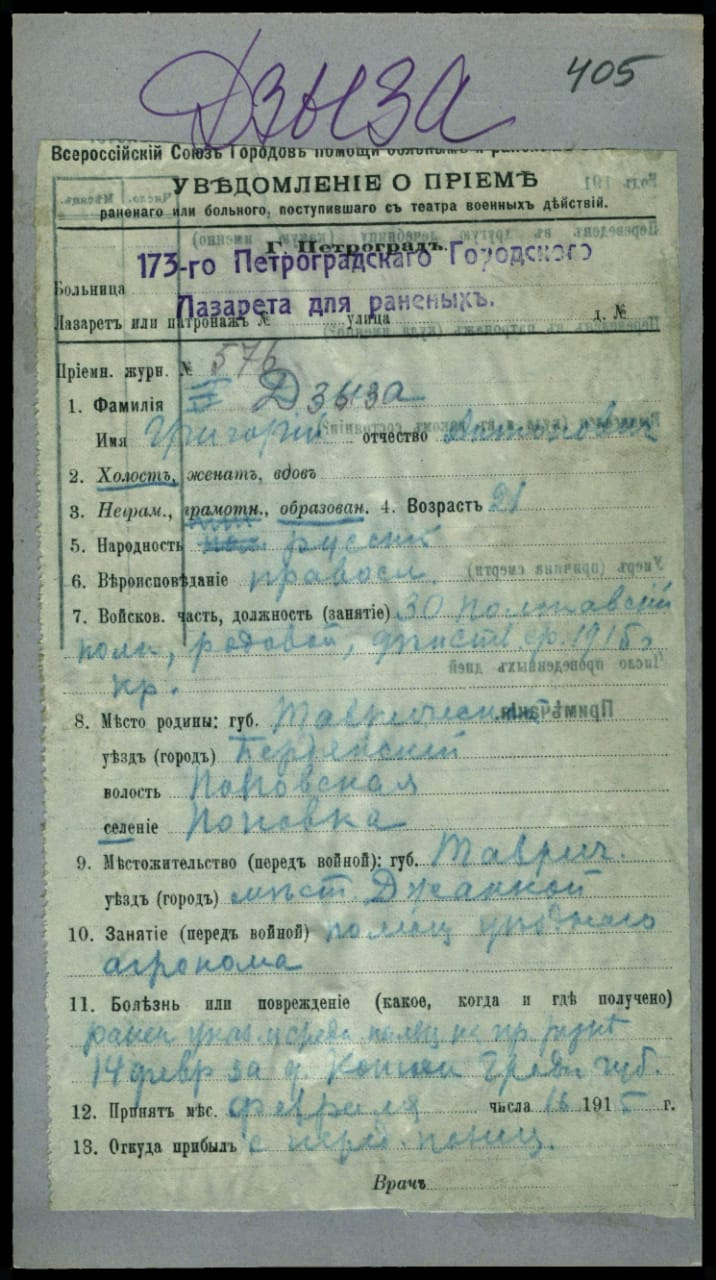
Уведомление о приеме Дзызы Григория Антоновича в госпиталь

### До революции 1917 года
Родился в августе 1893 года в селе Поповка Бердянского уезда Таврической губернии Российской империи (ныне — село Смирново Пологовского района Запорожской области Украины). Член РКП(б) с января 1919 года.
В 1910 году окончил сельскохозяйственное училище. Работал земским агрономом в Перекопском уезде. Обучался на Высших сельскохозяйственных курсах в городе Санкт-Петербург, откуда в 1914 году был мобилизован в армию и зачислен в 30-й Полтавский пехотный полк.
После ранения обучался в Ораниенбаумской школе прапорщиков (в период с октября 1915 — по январь 1916 года), по окончании которой был направлен в запасной батальон в город Моршанск. С мая 1916 года — младший офицер 445-го пехотного полка 112-й пехотной дивизии.

### После революции 1917 года
Принял активное участие в февральских событиях 1917 года в своей дивизии. В марте того же года был избран председателем дивизионного комитета 112-й пехотной дивизии. Последнее звание в старой армии — поручик. В январе 1918 года возвращается в село Поповка, где становится председателем местного волисполкома. В мае 1919 года добровольно вступил в РККА.
В годы Гражданской войны занимал должность командира отдельного Бердянского пограничного батальона (с мая 1919 года), после должность командира батальона 519-го стрелкового полка (с сентября 1919 года) и начальника школы младшего комсостава того же полка 58-й стрелковой дивизии..

### После Гражданской войны
После окончания Гражданской войны занимал ряд ответственных должностей в войсках и центральном аппарате РККА:
- В 1921—1923 годах занимал должность военкома организационного, а затем оперативного управления штаба Киевского военного округа и заместителя военкома того же штаба. После был назначен Подольским губернским военным комиссаром.

- С 1923 года занимал должность военного комиссара Крымской АССР.

- С мая 1925 rода — начальник управления территориального округа 17-го стрелкового корпуса.

- С октября 1926 года — военком 75-й стрелковой дивизии.

- С октября 1927 года по 1929 год служил в должности начальника учетно-статистической и учетно-распределительной части организационно-распределительного отдела Политуправления РККА.

- В 1929 году окончил КУВНАС при Военной академии имени М. В. Фрунзе, после чего получил назначение на должность старшего инспектора 1-го отдела Политуправления РККА.

- С января 1931 года служил на должности заместителя начальника Центрального военно-финансового управления РККА.
- С июля 1931 года по 3 июня 1937 года — помощник Командующего войсками Особой Краснознамённой Дальневосточной армии Маршала Советского Союза В. К. Блюхера по материальному обеспечению.

В 1935 году присвоено воинское звание дивинтендант.
9 мая 1936 года награжден Орденом Красной Звезды.
Арестован 3 июня 1937 года. Приговорен к высшей мере наказания Военной коллегией Верховного суда СССР 25 марта 1938 года. Приговор был приведен в исполнение в тот же день. Посмертно реабилитирован определением Военной коллегии от 6 июля 1957 года.